# Русификација Белорусије
Русификација Белорусије (белоруск. Русіфікацыя Беларусі такође маскаліза́цыя) - то је скуп радњи и услова усмерених на јачање руске националне политичке супериорности међу Белорусима преласком лица неруске националности на руски језик и руску културу, праћеном њиховом асимилацијом .
Русификација је дугогодишња политика руских режима која датира још од Руске империје, затим је настављена под Совјетским Савезом и наставља се под режимом проруског председника Александра Лукашенка .

## Хронологија
- 1764. Упутство Катарине о русификацији Украјине, Смоленска (етничка белоруска територија), Балтичких држава и Финске [3]
- 1772. После прве поделе Пољске, део етничких белоруских земаља постао је део Руског царства [4] · [5]. Катарина 2 потписала је декрет према којем су сви гувернери припојених територија своје пресуде, указе и наредбе требали писати само на руском језику. Почело је и ропство локалног становништва: око пола милиона слободних Белоруса постало је власништво (кметови) руских племића [6]
- 1773. Катарина 2 потписала још једну наредбу „О формирању месних судова“, која је још једном предвиђала обавезну употребу искључиво руског језика
- 1787. Катарина 2 одредила да се верске књиге могу штампати у Руској империји само у издавачким кућама подређеним Синоду Руске православне цркве. Услед тога је забрањена и делатност грко-католичких штампара [7]
- 1794. Костјушкин устанак гуше трупе Александра Суворова, он као награду добија 25.000 белоруских кметова [8]
- 1795. Русија званично негира постојање белоруске нације и белоруског језика. Почела су масовна хапшења локалних белоруских политичара и њихова замена руским [9]
- 1825. Након доласка на власт цара Николаја 1, угушен је Новембарски устанак 1830-1831 [10]
- 1831. Формирање посебног „Западног комитета” чији је задатак био „поређење на целој западној територији са унутрашњим покрајинама Велике Русије”. Министар унутрашњих послова Руске империје Петар Валујев приредио је за поменути Комитет „Посебни есеј о средствима русификације Западне територије“ (рус. Очерк о средстваз обрусения Западного края) [11]

- 1832. Извршена је масовна ликвидација гркокатоличких и базилијанских школа које су фаворизовали белоруски језик и културу. Повећана је контрола Руске православне цркве над образовањем [12] [13].
- 1840. Николај 1 издао декрет по коме је било забрањено да се у званичним документима користе речи „Белорусија“ (Белорусија) и „Белоруси“ (беларуси). Држава је добила назив „Северозападни регион“ (рус. Северо-Западный край) [14].
- 1852. Ликвидацијом Гркокатоличке цркве почело је масовно уништавање белоруске верске књижевности. Да, Јосип Семашко је био лични сведок спаљивања 1.295 књига пронађених у белоруским црквама. У својим мемоарима он са поносом извештава да је у наредне три године по његовом налогу спаљено две хиљаде томова књига на белоруском језику [15] [16].

- 1864. Михаил Муравјов-Виленски (1796-1866), познат по злостављању белоруског становништва, постао је генерал-губернатор „Северозападне територије“ [17]. Посебну пажњу посветио је образовању, прочула се девиза Муравјова: „Што није завршио руски бајонет, завршиће руска школа и црква“ [18] [19] [20]
- 1900. Министарство просвете Руске империје поставило је за све школе у земљи следећи задатак: „да деца различитих националности добију чисто руску оријентацију и припреме се за потпуно спајање са руском нацијом“ [21]
- 1914. Белоруски народ се није помињао у резолуцијама Првог руског конгреса народне просвете у којима је наведен велики број народа Руске империје чијој деци је понуђено образовање на националним језицима. Уопште, за читав период његове владавине у Белорусији, руске власти нису дозволиле отварање ни једне белоруске школе [22]
- 1929: Крај политике „белоризације“, почетак масовних политичких репресија [23] [24]
- 1930. У СССР-у, под маском „борбе против религије“, почиње масовно уништавање јединствених архитектонских споменика. По наређењу совјетских власти уништени су древни манастири Витебск, Орша и Полоцк [25] [26] [27]
- 1937. По наређењу совјетских власти, сви представници тадашње белоруске интелигенције су стрељани и њихови остаци сахрањени на територији тракта Курапати [28]
- 1942. Јанка Купалу, класика белоруске књижевности, убиле су совјетске специјалне службе док је био у Москви
- 1948. Олесја Фурс, активисткиња народноослободилачког покрета, осуђена је на 25 година затвора због истицања белоруског грба „Пагонија“ [29]

- 1960. После Другог светског рата настављено је уништавање архитектонских споменика под маском генералних планова за обнову и реконструкцију градова. Највеће губитке у погледу архитектонског наслеђа Белоруси су претрпели 1960-их и 1970-их [30]
- 1995. Након доласка Александра Лукашенка на власт државни симболи Белорусије – бело-црвено-бела застава и историјски грб Пагоније замењени су модификованим совјетским симболима, а замењена је и национална химна. Поред тога, руски језик је добио статус другог државног језика (руски језик се користи у свим образовним установама и у масовним медијима), према Унеску, белоруском језику прети нестанак [31]